# Princess of Thieves
Princess of Thieves is een Amerikaanse-Britse televisiefilm uit 2001, geregisseerd door Peter Hewitt. De film kan worden gezien als een soort vervolg op Robin Hood: Prince of Thieves uit 1991. De film werd op kabel-tv uitgebracht door Walt Disney producties op 11 maart 2001. Het was de eerste grote rol voor Keira Knightley.

## Verhaal
De film draait om Gwyn, de dochter van Robin Hood en Lady Marion. Gwyn is net zo rebels als haar vader en schiet even handig met pijl-en-boog. Wanneer haar moeder sterft en haar vader op kruistocht is, staat Gwyn er alleen voor. Haar enige vriend is de simpele Froderick, die duidelijk een oogje op haar heeft.
Tijdens de kruistocht komt koning Richard I van Engeland om het leven. Robin keert terug naar Engeland om erop toe te zien dat een rechtschapen man de troon overneemt. Hij wordt echter gevangen door de sheriff van Nottingham en Jan zonder Land, die de troon weer probeert over te nemen. Gwyn neemt de wapens tegen Koning Jan op, net zoals haar vader dat jaren eerder al eens had gedaan.
Op een dag ontmoet ze prins Philip, de zoon van Koning Richard (gebaseerd op de historische Filips van Cognac), die zich lange tijd had teruggetrokken in Frankrijk maar nu terug is gekomen om zijn troon op te eisen. Gwyn moet hem beschermen tegen Koning Jan. Tevens slaan de twee de handen ineen om Robin Hood te bevrijden.

## Rolverdeling
| Acteur                 | Personage                                     |
| ---------------------- | --------------------------------------------- |
| Keira Knightley        | Gwyn                                          |
| Stephen Moyer          | Prins Philip (gebaseerd op Filips van Cognac) |
| Stuart Wilson          | Robin Hood                                    |
| Jonathan Hyde          | Koning Jan                                    |
| Del Synnott            | Froderick                                     |
| Malcolm McDowell       | Sheriff van Nottingham                        |
| Crispin Letts          | Will Scarlet                                  |
| David Barras           | Cardaggian                                    |
| Roger Ashton-Griffiths | Broeder Tuck                                  |
| Hannah Cresswell       | Lady Marian                                   |

## Achtergrond
- Knightley moest voor de film leren boogschieten. Deze vaardigheden kwamen haar jaren later nogmaals van pas toen ze meespeelde in de film King Arthur.
- Om onbekende reden komt Kleine Jan niet voor in de film.
- Het personage Phillip is gebaseerd op een echt bestaand persoon. De echte Phillip was echter een buitenechtelijk kind van Richard I, en kon dus nooit de troon hebben opgeëist.
- Richard I regeerde in werkelijkheid maar 10 jaar (6 juli 1189 tot 6 april 1199). In de film is hij bijna twee generaties lang koning.

## Prijzen en nominaties
In 2001 won Princess of Thieves de Film Award voor Best Tele-Feature – Drama op het Santa Clarita International Film Festival.